# Import
Import  er i udlandshandel grænseoverskridende køb af varer eller tjenesteydelser i udlandet med henblik på indførsel til landet, hvorfra de er bestilt (for tjenesteydelsers vedkommende, hvorfra de betales). 